# Elisabeth Zundel
Elisabeth Zundel (* 5. Oktober 1874 in Großglattbach, Vaihingen-Enz-Kreis; † 27. Juli 1957 in Reutlingen) war eine deutsche Gewerkschafterin, Frauenrechtlerin und Politikerin der SPD.

## Leben
Elisabeth Zundel wurde als drittes Kind von Jonathan Zundel und dessen Ehefrau Wilhelmine Friederike Arnold (aus Stuttgart-Heslach stammend) geboren. Nach der Schulzeit begann sie eine Ausbildung zur Lehrerin. Anschließend bekam Zundel 1903 eine Anstellung als Lehrerin an die Gartentorschule, der evangelischen Mädchenschule der Stadt Reutlingen. Dort lernte sie die Frauenrechtlerin Laura Schradin kennen. Schradin war bereits in den 1890er Jahren aktiv bei der SPD. Zundel war zu dieser Zeit auch aktiv im Württembergischen Lehrerinnenverband. Elisabeth Zundel lernte 1892 bei einer Kundgebung in Reutlingen die Frauenrechtlerin, Übersetzerin und Redakteurin der Frauenzeitschrift Die Gleichheit, und Gründerin des Internationalen Frauentags, Clara Zetkin, als Rednerin kennen. Am 19. März 1911 führte Zetkin den ersten Reutlinger Frauentag ein, wo auch Elisabeth Zundel beteiligt war.
1918 wurde in Deutschland das Frauenwahlrecht eingeführt. Im Januar 1919 erscheint Elisabeth Zundel anlässlich des Wahlkampfs für die deutsche Nationalversammlung als Mitunterzeichnerin eines Presseaufrufs des „sozialdemokratischen Ausschusses geistiger Arbeiter“. Am 11. Mai 1919 kandidieren Schradin und Zundel gemeinsam auf der SPD-Liste zur Gemeinderatswahl. Elisabeth Zundel wurde mit 901 Stimmen, und Laura Schradin (Mitglied des württembergischen Landtags) mit 798 Stimmen gewählt. Im städtischen Gemeinderat, zu dem auch Oskar Kalbfell gehörte, lagen Zundels politische Schwerpunkte in der Schul- und Sozialpolitik. Außerdem war sie Mitglied im Kuratorium der Frauenarbeitsschule und dem Mädchenreal- und Gewerbeschulrat. Am 28. Februar 1921 bildete die Frauengruppe der Reutlinger SPD einen Wohlfahrtsausschuss – Die Geburtsstunde der Reutlinger Arbeiterwohlfahrt. Weitere Mitglieder waren die Gemeinderäte Laura Schradin, Stein und Zundel sowie Emma Bauknecht, Frau G.A. Fuchs, Heinrich Goll, Frau P. Ruckgaber und Emma Schick. Im Mai 1933 wurde dieser Wohlfahrtsausschuss durch den Nationalsozialismus verboten und aufgelöst. Zundel war bis zu diesem Zeitpunkt Leiterin dieses Wohlfahrtsausschuss und gilt daher als Gründerin der Arbeiterwohlfahrt in Reutlingen. Seit 1923 war Zundel aktives Mitglied des Reutlinger Frauenvereins, wo sie eine „Warenbörse“ für bedürftige Haushalte einrichtete. Zundel richtete in den Jahren 1930–1933 in Reutlingen eine Nähstube und Schuhtauschstelle ein, deren Leiterin sie auch war. Am 1. April 1934 wurde sie durch die Nationalsozialisten in Reutlingen in den vorzeitigen Ruhestand gedrängt (Zwangspensionierung). Dabei wurden ihr Rentenbezüge auf 75 % gestrichen. Danach fand sich der Name Elisabeth Zundel 5 Jahre lang auf der Liste der Nationalsozialistische Volkswohlfahrt durch die Zwangsübernahme in den NS-Verband. 1946 wurde dann die AWO in Reutlingen neu gegründet, wobei nicht Zundel, sondern ihr ehemaliger Gemeinderats- und Lehrerkollege Karl Rais zum ersten Vorsitzenden gewählt wurde. 1956 zog sie in das städtische Altenheim in der Ringelbachstraße, wo sie am  27. Juli 1957 im Alter von 82 Jahren verstarb.

## Politisches Wirken
- Seit 11. Mai 1919 Gemeinderatsmitglied der Stadt Reutlingen.
- Am 28. Februar 1921 gründete Elisabeth Zundel die Arbeiterwohlfahrt (AWO) in Reutlingen.

## Ehrungen
- Zu Ehren für das soziale Engagement Elisabeth Zundels wurde am  22. Oktober 2010 vom Staatssekretär im Ministerium für Arbeit und Sozialordnung, Familien und Senioren, Dieter Hillebrand, das Elisabeth Zundel-Haus eröffnet, das seither ihren Namen trägt.